# NGC 7732
NGC 7732 (również PGC 72131 lub UGC 12738) – galaktyka spiralna (Scd), znajdująca się w gwiazdozbiorze Ryb. Odkrył ją Albert Marth 27 października 1864 roku.
W galaktyce tej zaobserwowano supernową SN 2013ft.